# Polizeiinspektion
Als Polizeiinspektion bezeichnet man in Österreich und in einigen deutschen Ländern eine Dienststelle der Polizei mit einer von Land zu Land unterschiedlichen Mindestgröße.

## Deutschland

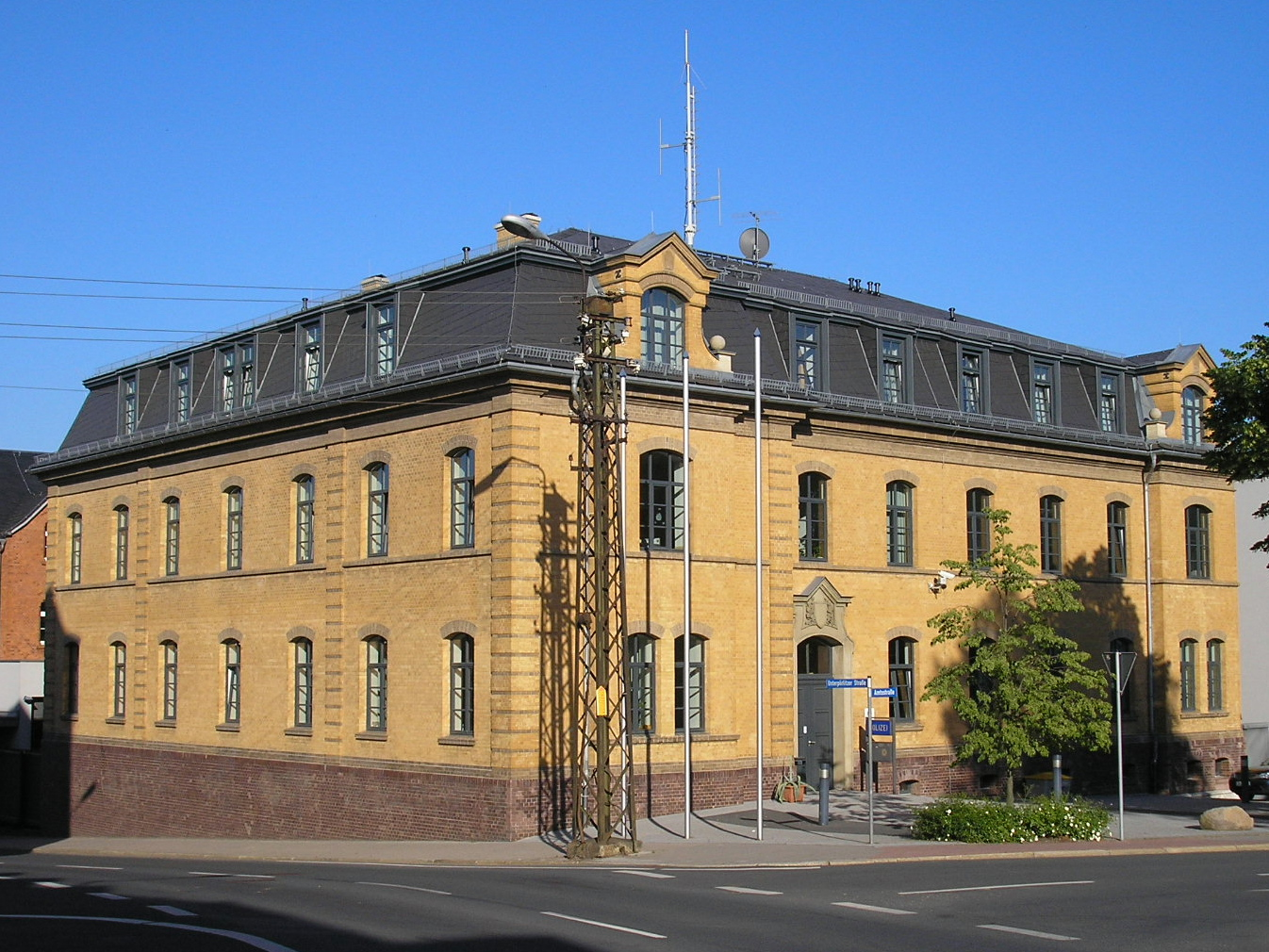
Polizeiinspektion Ilmenau in Thüringen

Eine Polizeiinspektion (PI) ist eine untere Polizeibehörde bei einigen deutschen Landespolizeien. Ebenso bekannt sind Polizeiinspektionen bei der deutschen Bundespolizei (BPOLI).

### Bayern
Bei der Polizei Bayern unterscheidet man die normale Polizeiinspektion mit der Besonderheit PI Fahndung (PIF), die Grenzpolizeiinspektion an Bundesgrenzen (GPI), die Verkehrspolizeiinspektion (VPI) und die Kriminalpolizeiinspektion (KPI) sowie die Wasserschutzpolizeistation (z. B. WSP/S) und die Polizeiinspektionen mit Wasserschutzpolizeiaufgaben, die jedoch nicht direkt der Wasserschutzpolizei (Wasserschutzpolizeidirektion – z. B. WSP/D) unterstehen.
Die PI bei der Schutzpolizei erfüllt die klassische Arbeit der Schutzpolizei mit einer originären örtlich-sachlichen Zuständigkeit für einen Schutzbereich nach den jeweiligen Polizeiorganisationsvorschriften. Zu den Aufgaben zählen u. a. der Wach- und Streifendienst, Ermittlungsgruppe, Erhebungsgruppe und Stab (mit Sachbereichen). Ein Teil des Personals arbeitet rund um die Uhr.
Polizeiinspektionen wurden in den 1970er Jahren geschaffen, indem aus mehreren kleineren Polizeiwachen Großraum-PIs gebildet wurden.
Der Personalkörper setzt sich vorwiegend aus Polizeivollzugsbeamten zusammen. Die Personalstärke ist sehr unterschiedlich und bewegt sich zwischen 20 und bis zu 300 Mitarbeitern. PI-Leiter ist – abhängig von der der Personalstärke – in der Regel ein Beamter des höheren Dienstes, mindestens aber ein dienstälterer Beamter des gehobenen Dienstes. Außerhalb der Bürozeiten wird der PI-Leiter zunächst von einem Dienstgruppenleiter vertreten.

### Sachsen-Anhalt
Zum 31. Dezember 2018 wurden die drei Polizeidirektionen in Sachsen-Anhalt aufgelöst und die Aufgaben auf die fünf neugeschaffenen Polizeiinspektionen verteilt.

### Vergleichbare Behörden in anderen Bundesländern

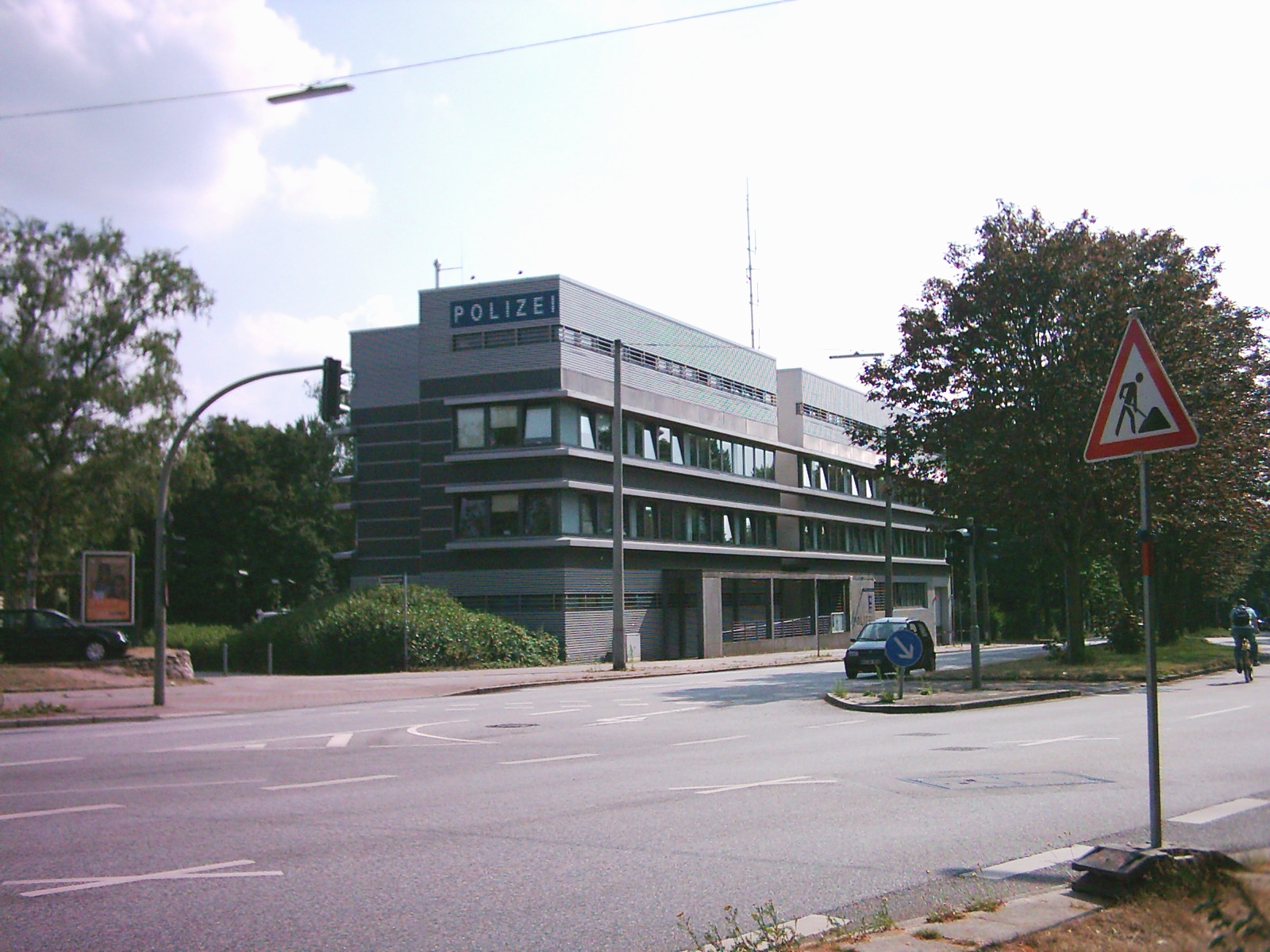
Polizeikommissariat in Hamburg

Gleiche oder ähnliche Aufgaben wie die Polizeiinspektion (Bayern, Niedersachsen, Mecklenburg-Vorpommern, Rheinland-Pfalz, Saarland, Thüringen) erfüllen in anderen deutschen Ländern das Polizeirevier (Baden-Württemberg, Bremen, Hessen (Großstädte), Sachsen, Sachsen-Anhalt, Schleswig-Holstein), die Polizeistation (Hessen), das Polizeikommissariat (Hamburg), die Polizeiwache (Brandenburg) und der Polizeiabschnitt (Berlin). In Nordrhein-Westfalen sind die Wachbereiche der Kreispolizeibehörde vergleichbar; eine eigene Kommunalpolizei existiert dort nicht.

### Über- und Unterstellungsverhältnisse
Die PIs (und ihre Länderäquivalente) sind organisatorisch meist den polizeilichen Mittelbehörden unterstellt. In den meisten Ländern sind dies die Polizeidirektionen (z. B. Rheinland-Pfalz). In Niedersachsen sind den Polizeidirektionen fünf bis sechs Polizeiinspektionen unterstellt. Insgesamt gibt es in Niedersachsen 33 Inspektionen. Ausnahmen sind allein das Saarland, das stattdessen Polizeibezirke bzw. Polizeibezirksinspektion als Mittelbehörden eingerichtet hat. In Nordrhein-Westfalen gibt es keine polizeilichen Mittelbehörden. Die Fachaufsicht führt meist das zuständige Polizeipräsidium/Regierungspräsidium; im Saarland führt der Polizeibezirk die Fachaufsicht, in Nordrhein-Westfalen obliegt sie den polizeilichen Landesoberbehörden (Landesamt für Zentrale Polizeiliche Dienste, Landeskriminalamt, Landesamt für Ausbildung, Fortbildung und Personalangelegenheiten).
Den PIs unterstellt (fakultativ) sind die Polizeikommissariate (z. B. in Niedersachsen) Polizeiwachen, Sonderwachen und Polizeistationen bzw. Polizeihauptwachen und (in Mecklenburg-Vorpommern) Polizeireviere. Untereinheiten sind die Dienstgruppen, die z. B. im Stadtstaat Berlin den Polizeiabschnitten (s. o.) direkt angegliedert sind.
In der deutschen Hauptstadt ist jedem Polizeiabschnitt ein eigener Streifendienst VB (Verbrechensbekämpfung) zugeordnet, der jeweils etwa zehn Dienstposten (so genannte Zivilfahnder) umfasst. Diese speziell ausgebildeten Angehörigen der uniformierten Schutzpolizei versehen ihre Aufgaben in Zivilkleidung, möglichst in drei- bis vierköpfigen Einsatzteams. Der Streifendienst VB bekämpft sämtliche Straftatbestände, von der Verfolgung eines Fahrraddiebs bis hin zum flüchtigen Bankräuber oder Drogendealer.
In bestimmten Fällen oder Lagen, z. B. Einsatz von Fremdkräften oder bei Versammlungen bzw. Veranstaltungen, sind den PIs auch andere Organisationseinheiten unterstellt (Anordnungs- und Weisungsbefugnis).

## Österreich

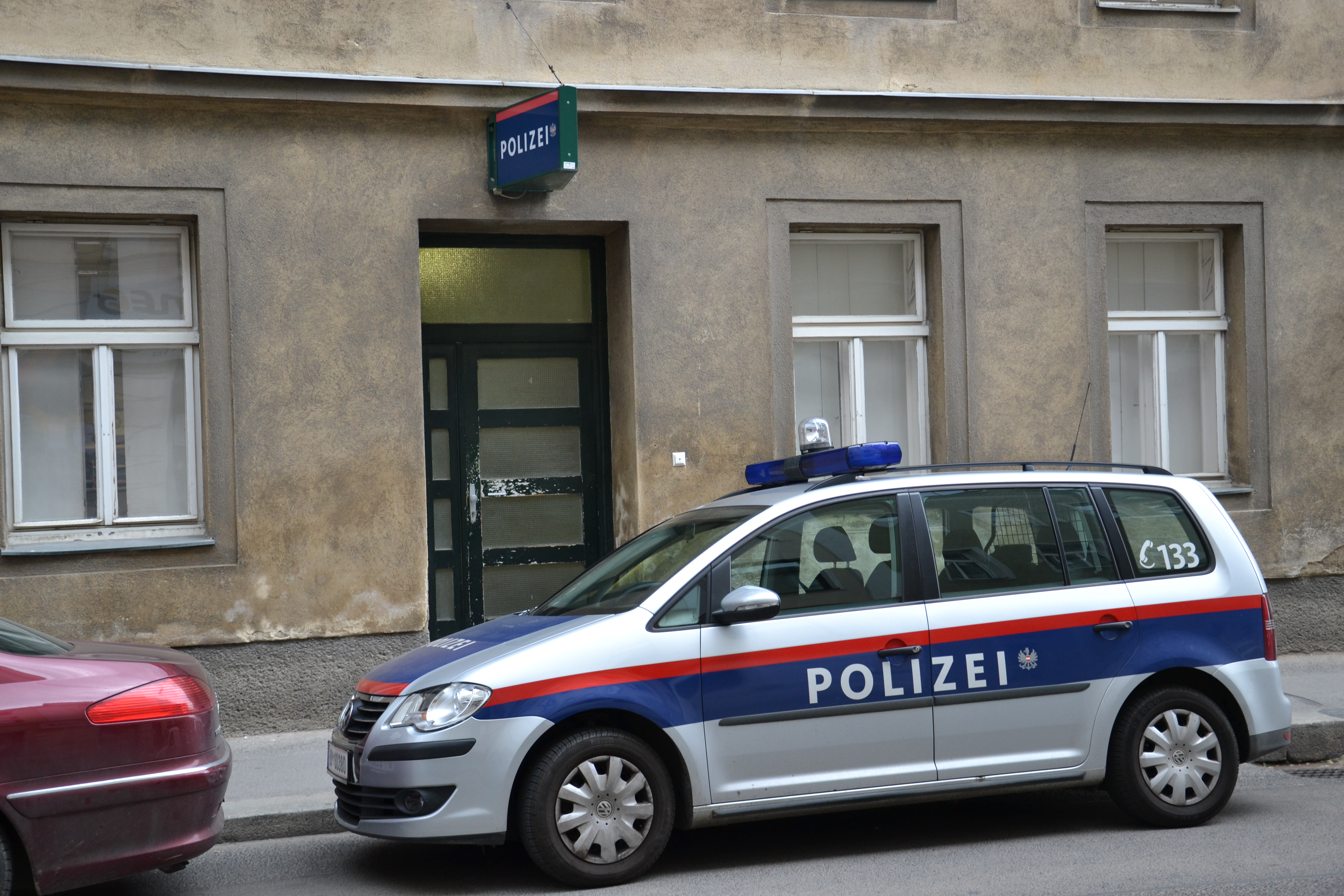
Polizeiinspektion Wien-Keplergasse

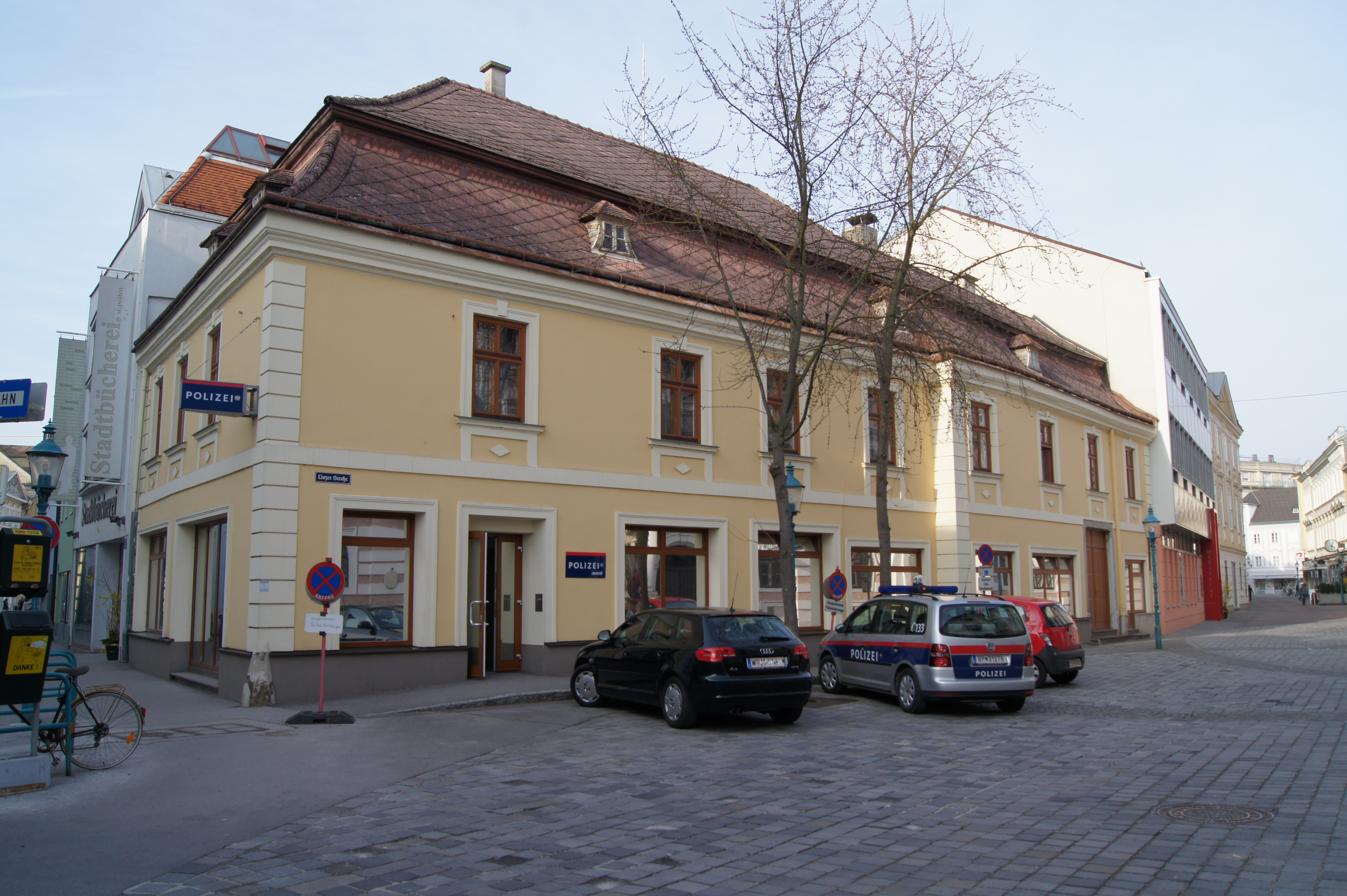
Polizeiinspektion Sankt Pölten-Rathaus

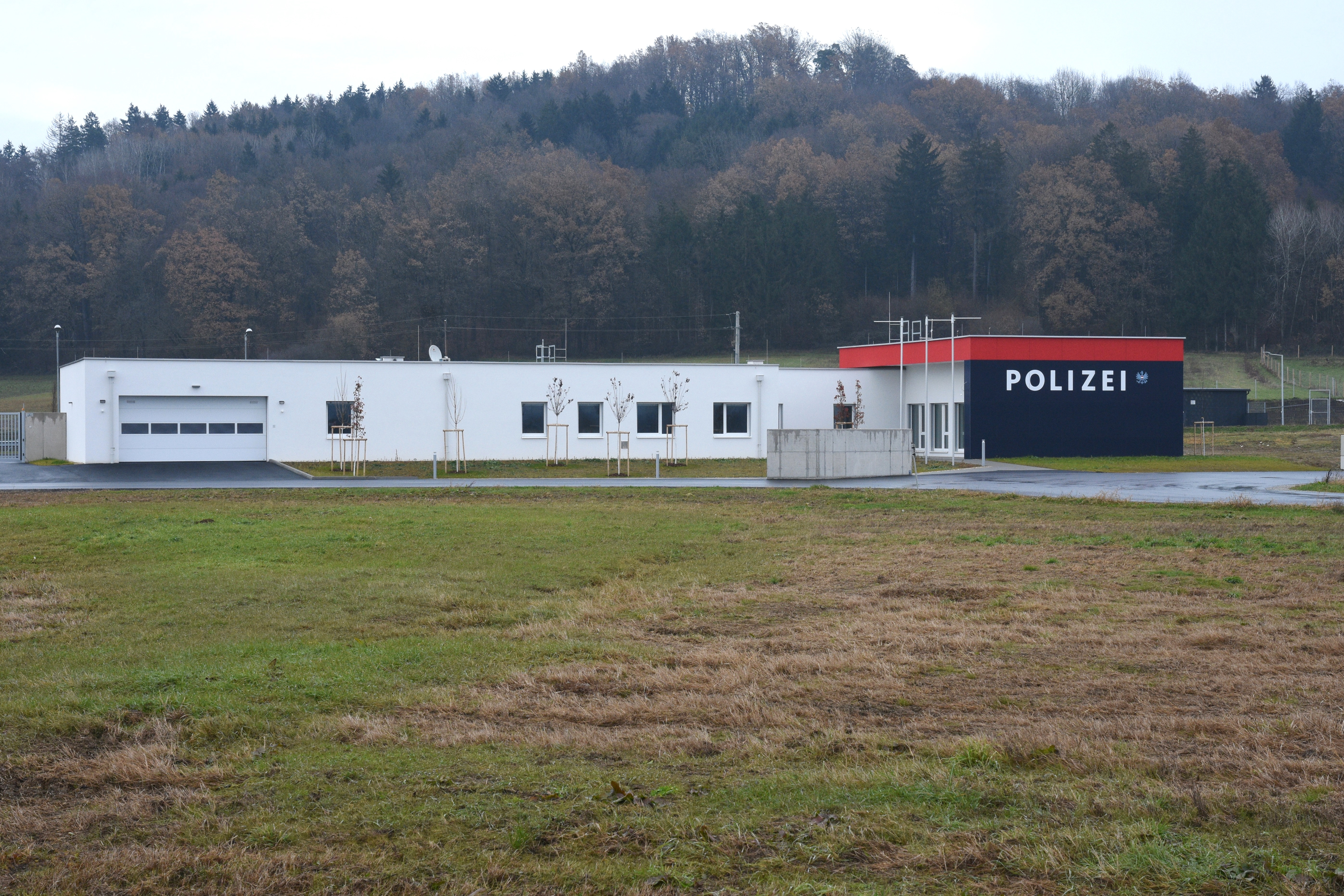
Polizeiinspektion Fürstenfelder Schnellstraße S7 im Burgenland

### Allgemeines
Als Polizeiinspektionen (PI) werden in Österreich jene polizeilichen Dienststellen bezeichnet, die in den Gemeinden Österreichs die sicherheits- und kriminalpolizeiliche Grundversorgung sicherstellen. Ihre Anzahl richtet sich nach Bevölkerungsgröße und Arbeitsanfall. Die jeweiligen PI unterstehen dienstlich dem örtlich zuständigen Stadtpolizeikommando (Städte) oder Bezirkspolizeikommando, sowie behördlich der jeweiligen Sicherheitsbehörde, wie z. B. einer Bezirksverwaltungsbehörde oder der jeweiligen Landespolizeidirektion.
Sofern dies für die bezirksüberschreitende Besorgung des Exekutivdienstes im Bereich einer Landespolizeidirektion erforderlich ist, kann der Bundesminister für Inneres auch unmittelbar der Landespolizeidirektion untergeordnete Polizeiinspektionen einrichten. Organisatorische Maßnahmen im Bereich Polizeiinspektionen obliegen dem Landespolizeidirektor im Einvernehmen mit dem Landeshauptmann, soweit sie die Betrauung mit bzw. die Abberufung von der Leitung einer Polizeiinspektion oder Versetzung ohne Änderung der dienstrechtlichen Stellung zum Gegenstand haben. Leiter einer PI ist der Inspektionskommandant. Ihm sind ein bis drei Stellvertreter, mehrere Sachbearbeiter, sowie mehrere eingeteilte Exekutivbedienstete beigegeben. Seit Ende 2009 versehen auch sogenannte Exekutivassistenten, das sind Beamte, die von der Österreichischen Post AG bzw. der Telekom Austria abgegeben wurden, in den Polizeidienststellen (hauptsächlich) administrativen Innendienst. Sie haben keinerlei Exekutivbefugnisse. Weiters gibt es Diensthundeinspektionen (DHI), Autobahnpolizeiinspektionen (API), Verkehrsinspektionen (VI) und Grenzpolizeiinspektionen (GPI).
Die Polizeiinspektionen sind die Grundlage für die Vollziehung des Exekutivdienstes und das wesentlichste Organisationselement des Wachkörpers Bundespolizei. Sie fungieren als Bindeglieder zur Bevölkerung und den lokalen Behörden, Dienststellen und sonstigen Institutionen.
Telefonisch erreichbar sind die Polizeiinspektionen vereinfacht unter der Telefonnummer 059 133. Wählt man diese Nummer, erreicht man automatisch die nächste Polizeiinspektion oder eine übergeordnete Leitstelle. Für Notrufe gilt österreichweit die Telefonnummer 133 oder die europaweit einheitliche Notrufnummer 112. In diesem Fall wird man zur nächsten Bezirksleitstelle (BLS) oder zur Landesleitzentrale (LLZ) verbunden.

### Benennung
Die Errichtung, Verlegung und Auflassung einer Polizeiinspektion bzw. einer Fachinspektion sowie die Zuweisung des jeweiligen Überwachungsrayons bestimmt nach Einholung der Zustimmung des BMI der Landespolizeidirektor.
Fachinspektionen sind für die ausschließliche oder teilweise Besorgung von Grenzdienst-, Verkehrsdienst-, See- und Stromdienstaufgaben, zur konzentrierten Wahrnehmung von Diensthundeangelegenheiten, zum Betrieb von Polizeianhaltezentren und sonstigen (überörtlichen) Sonderdiensten errichtet.
Die jeweilige Polizeiinspektion führt grundsätzlich die Bezeichnung: Polizeiinspektion ... mit Hinzusetzung des Namens des Ortes, in dem sie errichtet ist. Sind in einem Ortsgebiet mehrere Polizeiinspektion errichtet, ist die Straßen-, Gassen- oder Platzbezeichnung anzufügen, also z. B. Polizeiinspektion Graz-Kärntner Straße. Die Fachinspektionen führen mit Hinzusetzung des Ortsnamens bzw. der Straßen-, Gassen- oder Platzangabe, in dem sie errichtet sind folgende Bezeichnungen:
- Autobahnpolizeiinspektion …… (API)
- Kriminalpolizeiinspektion ……. (KPI)
- Diensthundeinspektion ……. (DHI)
- Grenzpolizeiinspektion …. (GPI)
- Polizeiinspektion ……. Sonderdienste
- Polizeianhaltezentrum …. (ausgenommen PAZ Wien)
- See- und Strompolizeiinspektion ……
- Flughafenpolizeiinspektion ……
- Jugendpolizeiinspektion ……
- Verkehrsinspektion ….  (VI)
- Bereitschaftspolizei ……
- Wasserschutzpolizei ….
- Bergpolizei ….
- Cybercrime Competence Center …… (C4)
- Einsatz-, Alarm- und Einsatzeinheit …… (EAE)

In der Praxis wird dieses Benennungssystem jedoch oft durchbrochen und Polizeiinspektionen nach Gebäuden (PI Graz Hauptbahnhof) oder Stadtteilen (PI Graz-Jakomini) benannt.

### Historisches
Die Polizeiinspektionen gelten seit der Zusammenlegung von Bundesgendarmerie und Bundessicherheitswachekorps am 1. Juli 2005 zur Bundespolizei als Nachfolger der früheren Gendarmerieposten und Wachzimmer. In den Medien werden Polizeiinspektionen fälschlicherweise noch oft als Polizeiposten oder als Wachstuben bezeichnet.

## Schweiz
Bei der Polizei in der Schweiz lautet die übliche Bezeichnung für irgendeine Polizeidienst- oder Präsenzstelle Polizeiposten oder „Polizeistation“. Größere oder permanent besetzte werden in der Selbstbezeichnung auch als Polizeiwache oder als Stützpunkt bezeichnet. Je nach Kanton gibt es auch Regional- und Detektivwachen.
Darüber hinaus gibt es in jedem Kanton die Kantonspolizei, die für allgemeine Polizeiaufgaben innerhalb des Kantons zuständig ist. Die Kantonspolizeien umfassen spezialisierte Einheiten für Verkehrsüberwachung, Kriminalermittlungen und andere spezifische Sicherheitsaufgaben. In größeren Städten wie Zürich, Basel oder Genf operieren städtische Polizeikorps, die unabhängig sind, aber in enger Zusammenarbeit mit der Kantonspolizei stehen.
Die polizeiliche Organisation und die Zuständigkeiten können je nach kantonalem Recht variieren, was zu einer Vielfalt in der Struktur und den Aufgaben der Polizei in der gesamten Schweiz führt. Auf nationaler Ebene gibt es die Bundespolizei (Fedpol), die für die Bekämpfung von grenzüberschreitender Kriminalität, Terrorismus und die Sicherung nationaler Interessen zuständig ist.